# Amerila fraterna
Amerila fraterna là một loài bướm đêm thuộc phân họ Arctiinae, họ Erebidae.